# Meiracyllium
Meiracyllium  (лат.) — род многолетних травянистых растений подтрибы Laeliinae трибы Epidendreae, подсемейства Эпидендровые, семейства Орхидные.
Аббревиатура родового названия — Mrclm.

## Виды
Список видов по данным The Plant List:
- Meiracyllium gemma Rchb.f.
- Meiracyllium trinasutum Rchb.f.